# Pseudasthenes
Pseudasthenes là một chi chim trong họ Furnariidae.